# Tallavidre
Un tallavidre o tallador/talladora de vidre és una eina que s'utilitza per a fer un tall poc profund en una superfície d'una peça de vidre (normalment plana) que es tallarà en dues parts, per exemple, per a encaixar una finestra. La ratlla fa una esquerda a la superfície del vidre que afavoreix que el vidre es talli al llarg de la ratlla. Aquesta eina no s'ha de confondre amb les ferramentes utilitzades per a fabricar objectes de vidre tallat.
El vidre normal recuit es pot tallar d'aquesta manera, però no el vidre temperat, puix que aquest darrer tendeix a trencar-se en lloc de tallar-se nítidament en dues parts.
A l'Edat Mitjana, el vidre es tallava amb una barra de ferro calent i de punta esmolada. El punt al roent dibuixat al llarg de la superfície remollida del vidre causava que es partís. Les fractures creades d'aquesta manera no eren molt precises i les peces aspres havien de ser estellades o "fregades" fins a obtenir formes més exactes amb una eina en forma de ganxo anomenada ferro ranurat.
Entre els segles XIV i XVI, a partir d'Itàlia, es va fer freqüent un tallador amb punta de diamant que permetia un tall més precís.
El 1869, el tallador de rodes va ser desenvolupat per Samuel Monce de Bristol, Connecticut, que roman l'eina estàndard actual per a la majoria dels talls de vidre.
Un tallador de vidre pot fer servir un diamant per a crear la divisió, però més comunament s'usa una petita roda de tall feta d'acer endurit o carbur de tungstè de 4 a 6 mm de diàmetre amb un perfil en forma de V anomenat "angle de poliment". Com més gran sigui l'angle d'esmolada de la roda, més agut serà l'angle de la V i més gruixuda serà la peça de vidre que tallarà.